# Friedrich Julius Kühns

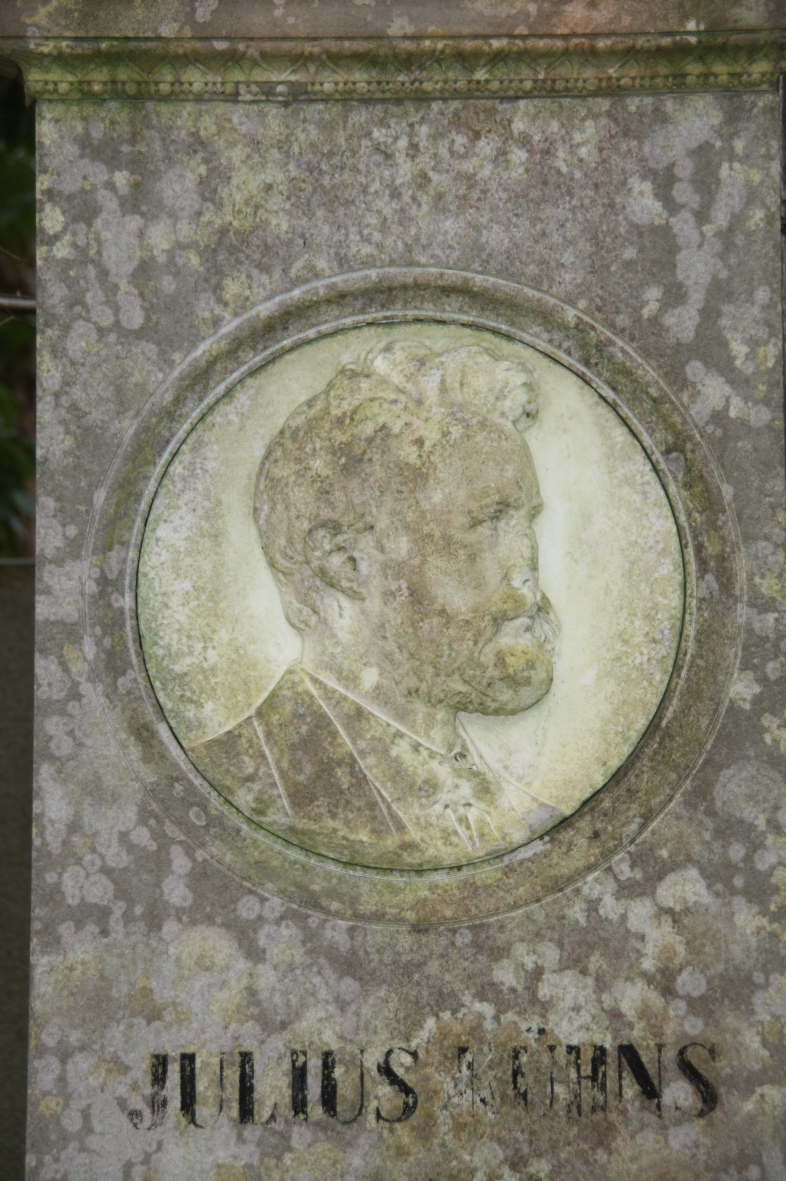
Porträtrelief auf dem Grabstein

Friedrich Julius Kühns (* 12. April 1830 in Berlin; † 12. März 1869 Berlin) war ein deutscher Jurist.

## Leben
Nach klassischer Bildung auf dem Joachimsthaler Gymnasium, Studium der Rechtswissenschaften an der Universität Berlin und Promotion entschloss er sich für die akademische Laufbahn. 1858 habilitierte er sich als Privatdozent an der Berliner Universität und wurde 1868 zum außerordentlichen Professor berufen. Sein besonderes Interesse galt Fragen des Urheberrechts, worüber er mehrere Arbeiten veröffentlichte und wozu er an der Ausarbeitung gesetzlicher Vorlagen beteiligt war. Er verstarb im Alter von 38 Jahren, ohne seinen Wunsch nach Verabschiedung eines deutschen allgemeinen Gesetzes zum Urheberrecht erleben zu können. Seine letzte Ruhestätte fand er nach Umbettung auf dem Südwestkirchhof Stahnsdorf.

## Schriften
- De intertatione. Dissertation. Berlin 1855.
- mit Alexander von Daniels, Franz von Gruben: Rechtsdenkmäler des deutschen Mittelalters. 2 Bände. Berlin 1858–1863.
- Der Rechtsschutz an Werken der bildenden Kunst. Denkschrift im Namen der Deutschen Kunstgenossenschaft. Berlin 1861.
- Gesetzentwurf der Deutschen Kunstgenossenschaft betr. das Recht des Urhebers an Werken der bildenden Kunst. Berlin 1864.
- Geschichte der Gerichtsverfassung und des Prozesses in der Mark Brandenburg vom 10. bis 15. Jhdt. 2 Bände. Berlin 1865–1867.
- Die Bedeutung des Wechsels für den Geschäftsverkehr. Berlin 1866.
- mit Heinrich Wuttke: Denkschrift über das geistige Eigenthum, nach Beschluss des Deutschen Schriftstellertages vom 20. August 1865 veröffentlicht. Berlin 1866.
- Über den Ursprung und das Wesen des Feudalismus. Berlin 1869.
- Das Verschulden des Zwangslootsen. In: Zeitschrift für das gesammte Handelsrecht, 12. Band, Seite 421–431. Ferdinand Enke, Erlangen 1868.